# سیارک ۲۵۴۰۴
سیارک ۲۵۴۰۴ (به انگلیسی: 25404 Shansample، نامگذاری:1999VU31) بیست و پنج هزار و چهارصد و چهارمین سیارک کشف شده‌است که در ۳ نوامبر ۱۹۹۹ کشف شد.
قدر مطلق سیارک برابر ۱۱.۲ است.